# 프라부물리

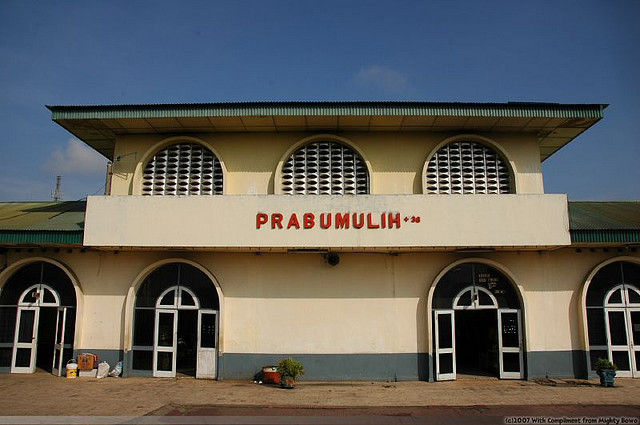
프라부물리 철도역

프라부물리의 위치

프라부물리(인도네시아어: Prabumulih)는 인도네시아 수마트라슬라탄주의 도시로 면적은 421.62km2, 인구는 173,857명(2014년 기준), 인구 밀도는 410명/km2이다.

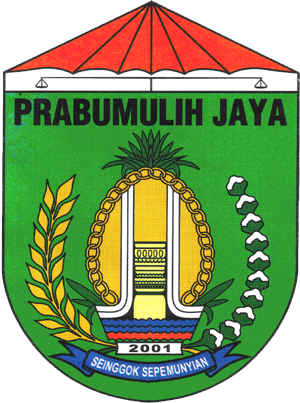
시 문장